# 关帝庙 (贵德县)
关帝庙，位于中国青海省贵德县尕让乡亦什扎村，为第五批青海省文物保护单位，公布日期为1988年9月15日，类型为古建筑。
关帝庙的历史年代为清。